# 凌云县
凌云县是中国广西壮族自治区百色市所辖的一个县。总面积为2306平方公里。自治区人民政府批准苗族、瑶族人口较为集中的西林县和凌云县从1992年起享受自治县政策待遇。

## 历史
明朝时，为泗城直隶州辖境。清朝初年，属泗城府。乾隆五年（1740年），增设凌云县，为泗城府治所。

## 人口
根據第七次人口普查數據，截至2020年11月1日零時，凌雲縣常住人口為188194人。

## 行政区划
凌云县下辖4个镇、4个民族乡：
泗城镇、逻楼镇、加尤镇、下甲镇、伶站瑶族乡、朝里瑶族乡、沙里瑶族乡和玉洪瑶族乡。

## 交通
- 银百高速、 212国道、 357国道过境。

## 特产
凌云白毫茶：中国地理标志产品。